# Pseudoxenodon stejnegeri
Pseudoxenodon stejnegeri là một loài rắn trong họ Rắn nước. Loài này được Günther mô tả khoa học đầu tiên năm 1864 dưới danh pháp Tropidonotus dorsalis. Năm 1908 Thomas Barbour định danh lại thành Pseudoxenodon stejnegeri.